# Пескошево
Пескошево — деревня в Рамешковском районе Тверской области.

## География
Находится в восточной части Тверской области на расстоянии приблизительно 32 км на восток-юго-восток по прямой от районного центра поселка Рамешки.

## История
Известна с 1627—1629 годов как пустошь Пескишева в вотчине Кириллова монастыря. В 1709 году отмечалась как деревня с 2 дворами. В 1859 году в ней насчитывалось 13 дворов, в 1887 — 21. В советское время работали колхозы «Путь Ленина». «Ленинский путь», позднее АО «Агроэнерго» (Москва). В 2001 году в деревне 5 домов местных жителей и 10 домов — собственность наследников и дачников. До 2021 входила в сельское поселение Ильгощи Рамешковского района до их упразднения.

## Население
Численность населения: 121 человек (1859 год), 131 (1887), 13 (1989), 7 (русские 100 %) в 2002 году, 5 в 2010.